# Кипчакский, Селямет
Селямет Мурза Кипчакский (ум. не ранее 1920) — таврический кади-эскер, заместитель должности муфтия Крыма (декабря 1916). Глава духовного правления и временный муфтий Крыма (август 1919).

## Биография
Происходил из дворян Таврической губернии из древнего рода крымских мурз Кипчакских. Крупный таврический землевладелец. Закончил Самарскую классическую гимназию и Елисаветградское кавалерийское училище. Служил офицером в Крымском конном полку. В 1901 году в запасе.
Почетными попечителями Симферопольской татарской учительской школы были крымскотатарские дворяне: губернский секретарь Мемет мурза Карашайский, депутат Госдумы, меценат, полковник И. Муфти-заде (с 1891 по 1903 год), надворный советник и меценат Саид-бей мурза Булгаков, корнет запаса Селямет мурза Кипчакский.
С декабря 1916 избран кади-эскером Крыма и заместитель вакантной должности муфтия, победив второго кандидата муллу Сеферша-Мурзу Карашайского. Эта духовная должность впервые замещалась с 1883 года.
Уже 17 марта 1917 года в письме таврическому губернскому комиссару он писал: "Не будучи облечен путем свободных выборов доверием моих единоверцев и вместе с тем проникнутый сознанием высокой важности провозглашенных Временным правительством принципов нового государственного и общественного строя, я считаю своим нравственным долгом сложить с себя должность Таврического магометанского кади-аскера, возложенную на меня старым правительством, о чем имею честь заявить Вам, г. комиссар, для надлежащего с Вашей стороны распоряжения" . В письме от 3 июня 1917 года на имя таврического губернского комиссара сообщалось: "Вследствие отношения от 12 апреля сего года за N 13 Департамент духовных дел уведомляет < ... > что Таврический кади-аскер Селямет мурза Кипчакский указом Временного правительства, увольняется от занимаемой должности.
В марте прошёл I Всекрымский мусульманский съезд, на котором был учрежден Временный Крымско-Мусульманский исполнительный комитет (Мусисполком), председателем которого был избран Номан Челебиджихан. Одновременно он стал первым муфтием (временным) мусульман Крыма, который не назначался Министром внутренних дел, а был избран голосованием делегатов.
При занятии Крыма войсками ВСЮР 9 августа по старому стилю 1919 года генерал Н. Н. Шиллинг издал приказ о роспуске крымскотатарской Директории и восстановлении Таврического магометанского духовного правления. С августа 1919 года Селямет Мурза Кипчакский — глава духовного правления и временный муфтий Крыма.
Эмигрировал с Белой армией.